# 大清河
大清河（だいせいが、簡体字: 大清河, 拼音: Dàqīng hé）は、中華人民共和国を流れる河川のひとつで、華北の大河・海河の支流。
太行山脈の東麓に発する白溝河（簡体字: 白沟河）を北の源流とする。白溝河は、北拒馬河（淶源県から東へ流れる拒馬河が、途中の北京市房山区張坊鎮で二つに分流したうちの一つ）および小清河（房山区中心部から南へ流れる）などと合流している。

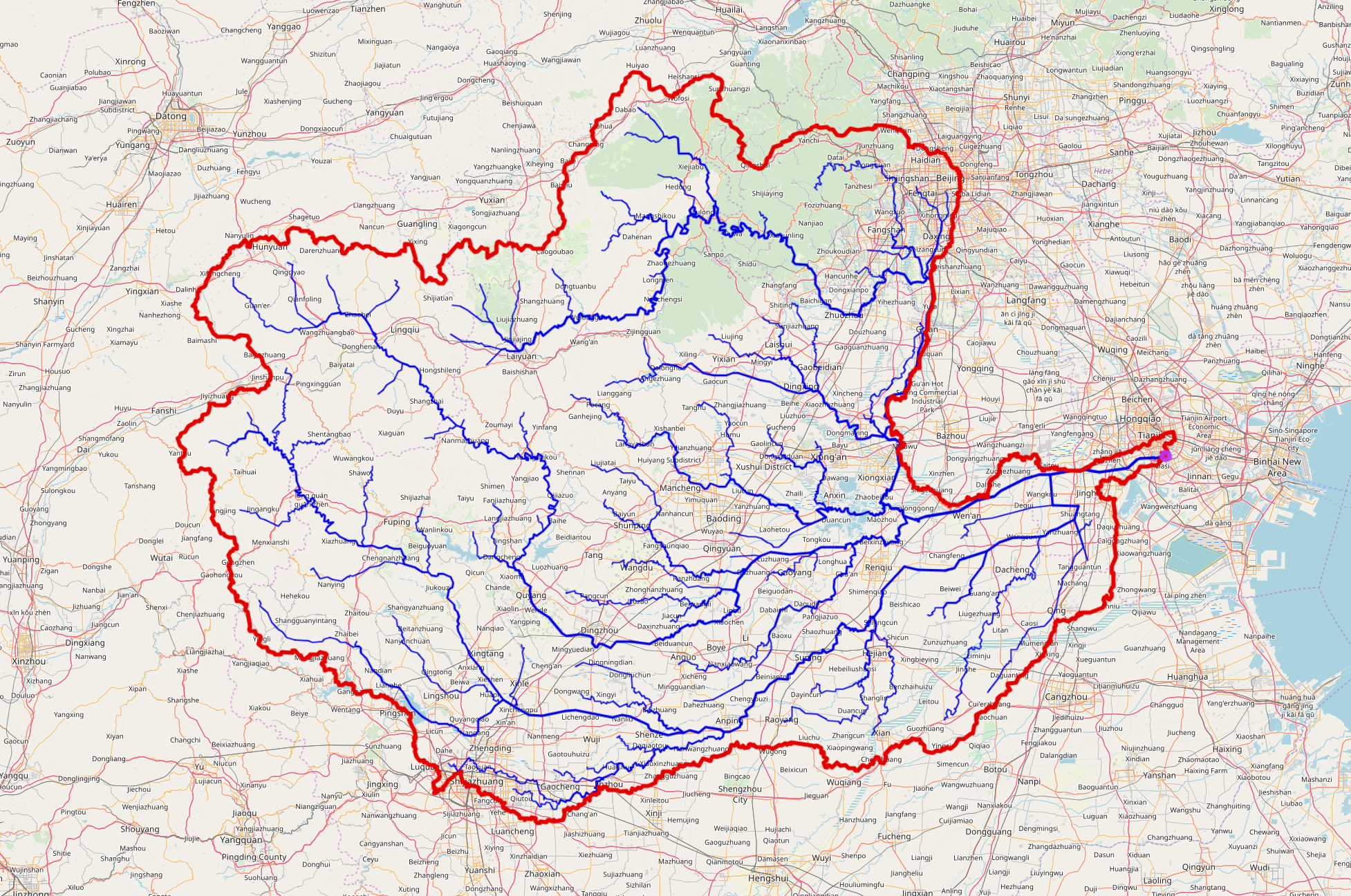

白溝河は、高碑店市白溝鎮の南、雄県の新蓋房で南拒馬河（拒馬河のもう一つの分流）と合流した後に大清河と名を変える。そのほかの白溝河の支流には琉璃河、中易水、北易水、大石河などがある。
南の源流は趙王河（簡体字: 赵王河）水系である。主な支流には瀑河、漕河、府河、唐河、潴龍河などがある。その中でも唐河は、山西省渾源県の恒山に発して霊丘県を経て淶源県へと流れる273kmの大きな河川である。これらの支流は安新県の白洋淀という湖で合流し、さらに大清河に合流する。大清河は天津市西青区の楊柳青站で子牙河に合流し、最終的に海河に合流する。
流域の降水量はあまり多くない上に、雨の降る時期が限られており、大清河の流量の年較差は非常に大きい。雨の多い時期には川の水量は一気に大きくなり、しばしば洪水を起こす。白洋淀や東淀などの湖が水量を調整する役割を果たしているが、下流の天津市などに大清河が洪水被害をもたらす恐れもあるため、白洋淀からまっすぐ東に趙王新河や独流減河などの放水路が中華人民共和国政府によって建設された。これらの放水路が大清河の水のほとんどを渤海に流している。